# Heidi Hartmann
Heidi I. Hartmann (Elizabeth, Nueva Jersey, 14 de agosto de 1945) es una economista feminista e investigadora estadounidense, fundadora y presidenta del Institute for Women's Policy Research (IWPR) con sede en Washington, una organización de investigación creada para realizar investigaciones de políticas públicas centradas en las mujeres. Es experta en la intersección de mujeres, economía y políticas públicas. Hartmann es también profesora de investigación en la Universidad George Washington y editora del periódico Journal of Women, Politics & Policy. 

## Primeros años
Hartmann nació el 14 de agosto de 1945, hija de Henry Hartmann y Hedwig (Bercher) Hartmann en Elizabeth, Nueva Jersey, Estados Unidos. Asistió al Swarthmore College, donde recibió con honores en 1967 la Licenciatura en letras, especialidad en economía.  
Asistió a la Universidad de Yale, allí obtuvo el grado en economía en 1972 y un doctorado en la misma materia en 1974.

## Trayectoria profesional
Hartmann comenzó su carrera en 1969 como programadora e investigadora de computadoras para el departamento de planificación de la ciudad de New Haven, Connecticut. Trabajó allí hasta 1972. Después fue instructora interina en la Universidad de Yale durante un año. Se mudó a Nueva York, donde fue profesora visitante asistente de economía en la New School for Social Research de 1974 a 1976.  
A continuación se mudó a Washington D.C, y trabajó durante dos años como economista investigadora principal en la Oficina de Investigación de la Comisión de Derechos Civiles de EE. UU. Y luego durante ocho años formó parte del personal del Consejo Nacional de Investigación (National Research Council) dentro de la Academia Nacional de Ciencias (National Academy of Science). Trabajó en numerosos informes siendo muy prolífica en número de publicaciones presentadas.  
Hartmann obtuvo una beca de la Asociación Estadounidense de Estadística, en la Oficina del Censo, donde trabajó hasta 1987, cuando fundó el Institute for Women's Policy and Research (IWPR), en español, el Instituto de Políticas e Investigación de la Mujer. También es la editora del Journal of Women, Politics & Policy .

## Áreas de investigación

### Contribución de la mujer a la economía
Hartmann cree que la participación de las mujeres en la economía se divide en dos mitades: trabajo por salario y cuidado familiar. Estas salen cada vez más del hogar y entran al mercado, pero al mismo tiempo siguen asumiendo la mayor parte de la carga de trabajo en el hogar. Para lograr la igualdad para las mujeres, Hartmann sostiene que la sociedad necesita mejorar las oportunidades en el mercado laboral y también hacer que la capacidad de las mujeres y los hombres para que el trabajo y el cuidado del hogar sean más manejables.

### Empleo
Hartmann sostiene que el progreso del empleo de las mujeres ha aumentado significativamente durante las últimas cinco décadas. Las mujeres han entrado en ocupaciones que históricamente les han sido vetadas y pueden contribuir a los ingresos familiares y a la economía más que nunca. Según un informe de 2014 de Women's Policy Research, el crecimiento de las ocupaciones de mujeres durante los últimos siete años fue más fuerte en los servicios profesionales y empresariales (42.000 puestos de trabajo fueron creados por mujeres). A pesar de todo esto, Hartmann todavía piensa que el empleo de las mujeres tiene un largo camino por recorrer, por ejemplo en materia de seguridad social y brecha salarial y discriminación. 

### Seguridad Social
La Seguridad Social en Estados Unidos ofrece muchas ventajas y desventajas para las mujeres, según los estudios de Hartmann. En términos de ventajas, cubre a todas las personas (incluidas las mujeres) que hayan trabajado al menos diez años con un salario de 4,360 dólares por año. Proporciona beneficios a las esposas, independientemente de que hayan trabajado por un salario o no, a las exesposas, que estuvieron casadas al menos durante diez años mediante un matrimonio tradicional, y a las viudas. La Seguridad Social también se adapta a los procesos de inflación y no discrimina a las trabajadoras con ingresos más bajos o más altos. Hartmann también apunta las desventajas del actual sistema de seguridad social de los Estados Unidos que son específicas para las mujeres. Así, en 2013, los recortes a la Seguridad Social (conocidos como IPC encadenado) perjudican más a las mujeres de lo que las ayudan. Las mujeres mayores dependen de la Seguridad Social para la mayor parte de sus ingresos, porque tienen menos acceso a otras formas de ingresos como pensiones y ahorros, a los que los hombres sí acceden en mayor medida. Además de los recortes recientes a los beneficios, los años en los que las mujeres cuidan son promediados como ceros, lo que reduce el ingreso promedio general de una mujer. También señala que no hay beneficios por brindar cuidados fuera del matrimonio, mientras que el cuidador casado puede recibir beneficios conyugales de la Seguridad Social.

### Brecha salarial y discriminación
Hartmann aboga con fuerza por la igualdad de oportunidades en el mercado laboral. En "Aún es un mercado laboral para hombres: La brecha de ganancias a largo plazo y pérdidas innecesarias" (original en inglés "Still A Man's Labor Market: The Long-Term Earnings Gap; Unneeded Losses"), sostiene que la brecha salarial tiene una gran influencia en muchos aspectos de la vida familiar, como las opciones, las tasas de pobreza, la capacidad de las madres solas para cuidar de sus hijos. tasas de jubilación de niños y mujeres mayores. Si los salarios de las mujeres fueran más altos, Hartmann concluye que casi todas las familias con mujeres asalariadas tendrían un nivel de vida más alto. Atribuye los ingresos medios más bajos de las mujeres no a sus preferencias por el trabajo con salarios bajos, sino al grado de segregación por sexos. La discriminación en el mercado laboral conduce a menores ingresos para las mujeres, lo que significa que las mujeres no pueden pagar el cuidado de su prole, lo que las aleja de sus trabajos para comprometerse con sus hijas e hijos, un compromiso que a su vez contribuye a la discriminación contra ellas en el lugar de trabajo. Hartmann reconoce la brecha salarial de género en todos los grupos raciales y étnicos. Según un informe de 2013, las mujeres de todos los grupos raciales y étnicos ganan menos que los hombres del mismo grupo y también ganan menos que los hombres blancos. Los trabajadores hispanos tienen ingresos semanales medios más bajos que los trabajadores blancos, negros y asiáticos, el más bajo de cualquier raza o grupo étnico de los que se tienen datos. Las personas trabajadoras asiáticas tienen los ingresos semanales medios más altos, principalmente debido a las tasas más altas de logros educativos tanto para hombres como para mujeres. 

### Valor comparable
Este concepto, creado por Hartmann, se basa en el concepto de que se paga igual por trabajos de igual valor. "El objetivo general de una estrategia de valor comparable es la equidad salarial: tasas de salario ocupacional equitativas que no estén influenciadas por el sexo, la raza o la etnia de los titulares". (Comparable Worth, 4). La autora destaca un cierto tipo de discriminación salarial que surge cuando una empresa está sustancialmente segregada por sexo y los dos grupos no realizan el mismo tipo de tareas, sino tareas que son de "valor comparable" para el empleador (Women, Work, and Wages, 9). La exploración de Hartmann de un valor comparable la obligó no solo a examinar la cuestión de las diferencias salariales entre hombres y mujeres, sino también la importancia del sesgo de género y la segregación sexual en el empleo. Define la segregación por sexo en el lugar de trabajo como la concentración de hombres y mujeres en diferentes trabajos que son predominantemente de un solo sexo. Hartmann trabaja con el objetivo de lograr la integración completa, con diferentes proporciones de hombres y mujeres dentro de cada ocupación idénticas a su representación en la fuerza laboral en su conjunto. Sin embargo, señala que debido a las diferencias entre hombres y mujeres profundamente arraigadas en determinadas culturas, este objetivo puede tardar décadas en alcanzarse. Por lo tanto, un objetivo político adecuado sería eliminar las barreras al ejercicio pleno de los derechos laborales por parte de las mujeres. 

### Beca feminista

#### Patriarcado
Según Hartmann, el patriarcado se define como "controlar el acceso de las mujeres a los recursos y su sexualidad, lo que a su vez permite a los hombres controlar la fuerza laboral de las mujeres, tanto con el propósito de servir a los hombres de muchas formas personales y sexuales como con el propósito de criar a la prole". Antes del capitalismo, se estableció un sistema patriarcal en el que los hombres controlaban el trabajo de las mujeres y la prole en la familia, y que a través de este aprendían las técnicas de control jerárquico. La investigadora sostiene que el mercado laboral perpetúa este control jerárquico. Los bajos salarios mantienen a las mujeres dependientes de los hombres, lo que las anima a casarse. Las mujeres casadas deben realizar tareas domésticas para sus maridos y, por lo tanto, los hombres se benefician, tanto al ganar salarios más altos como al no tener que participar en las tareas domésticas.

#### Marxismo y feminismo
En 1979, Hartmann escribió el artículo "El matrimonio infeliz del marxismo y el feminismo" (original en inglés "The Unhappy Marriage of Marxism and Feminism") en la publicación Capital and Class . El artículo sostiene que "el matrimonio del marxismo y el feminismo ha sido análogo al existente entre marido y mujer que se describe en el derecho consuetudinario inglés: el marxismo y el feminismo son uno, y ese uno es el marxismo... y, por tanto, o necesitamos un matrimonio más saludable o necesitamos un divorcio". La autora sostiene que los intentos de integrar el marxismo y el feminismo no son suficientes porque no incorporan la lucha feminista en la lucha más amplia contra el capitalismo: coloca las preocupaciones de clase sobre las de género. Defiende que el marxismo ofrece un buen análisis pero es ciego al sexo. Y que la forma en que las feministas radicales describen las características de los hombres —competitivas, racionalistas, dominantes— son muy parecidas a las características de la sociedad capitalista. Por lo tanto, es en una sociedad capitalista donde tiene sentido que la gente menosprecie a las mujeres como emocionales o irracionales, considerándolas "dependientes". Por ello también es necesario un análisis del feminismo para describir las relaciones entre hombres y mujeres. Y concluye que la sociedad debe usar las fortalezas tanto del marxismo como del feminismo para juzgar al capitalismo y reconocer la situación actual de las mujeres en él. 

#### Dilema de doble vínculo
Las mujeres se enfrentan a un doble vínculo en muchos aspectos de la sociedad, pero en particular en la economía. Se espera que una mujer trabaje y mantenga a su familia, al mismo tiempo que se asegura de que todo se cuide en el hogar. En "Teoría y práctica marxistas contemporáneas: una crítica feminista" (original en inglés "Contemporary Marxist Theory and Practice: A Feminist Critique"), Hartmann y Ann Markusen argumentan que, para superar los problemas que las economistas feministas están tratando de corregir (brecha salarial, discriminación en el lugar de trabajo y seguridad social), es necesario destacar la relación existente entre los procesos reproductivos de la mujer y la producción económica, así como su importancia para formar parte de la fuerza de trabajo real. Hartmann añade que, aunque la participación de una pareja en el trabajo fuera del hogar se ha vuelto más equitativa en los últimos treinta años, la participación de la pareja en las tareas domésticas apenas ha cambiado. Para progresar en el ámbito del trabajo doméstico, la familia debe ser entendida no solo como una unidad de ascendencia común, sino también como un lugar donde se resuelven los conflictos de producción y redistribución. Los conflictos de producción tienen que ver con cómo se distribuyen las tareas del hogar, los estándares para esto y quién trabajará por un salario fuera del hogar. Los conflictos de redistribución tienen que ver con cómo se debe gastar el dinero y quién decidirá sobre ello.

## Premios y reconocimientos
Hartmann ha ganado diversos premios. En 1994, ganó el premio MacArthur Fellowship Award, una subvención de cinco años de la Fundación MacArthur que se otorga a personas que muestran una creatividad excepcional para sus investigaciones y la perspectiva más avanzada sobre el futuro, por su trabajo sobre las mujeres y la economía. También ha recibido dos títulos honoríficos. 

## Vida privada
En 1967 se casó con Frank Blair Cochran, dio a luz a Jessica Lee Cochran y se divorció un año después.   
En 1979 se casó con John Varick Wells y tuvo dos hijas: Katherine Lina Hartman Wells y Laura Cameron Hartmann Wells.